# قابلة (فلم)
قابلة هو فيلم جزائري صدرَ عام 2009 من إخراجِ المخرج الجزائري تقية طارق.

## القصّة
على الرغم من أنه يعيش عمليًا في عُزلةٍ بعيدًا عن عالم الجنون، يَقبلُ مالك وهو طوبوغرافي يبلغُ من العمر أربعين عامًا وظيفةً في غرب الجزائر. كلَّفتهُ شركةٌ في وهران بتصميمِ الخطِّ الكهربائيِّ الجديدِ الذي سيجلبُ الطاقة إلى القرى الصغيرة في مناطق نائيّة من الجزائر كانت تعيشُ تحت سوط الإسلاميين الراديكاليين قبل عشر سنوات فقط. بعد عدة ساعات على الطريق، يصلُ مالك إلى المعسكر الأساسي، وبينما يبدأُ في ترتيب أموره يكتشفُ شابةً مختبئةً في الزاوية.

## الجوائز
- عُرض الفيلم في مهرجان البندقية السينمائي عام 2008.